# Station Røra
Station Røra is een spoorwegstation in Røra in de  Noorse gemeente Inderøy. Het station dateert uit 1905  toen Nordlandsbanen werd geopend tot aan Sunnan. Na de bouw van het station groeide er in de loop der jaren een klein dorp rond het station. Røra wordt bediend door lijn 26, de stoptrein tussen Steinkjer en Trondheim.